# Pierre Garnier de Laboissière
Pierre Garnier de Laboissière (Chassiecq, 10 marzo 1755 – Parigi, 14 aprile 1809) è stato un generale e politico francese.

## Biografia

### I primi anni
Fece il proprio ingresso nell'accademia militare nel 1769 e venne assegnato col grado di sottotenente dei dragoni de Custine il 1º giugno 1772. Riformato nella formazione dal 1776, venne riammesso nel corpo d'armata col grado di sottotenente il 15 giugno 1777; ottenne il grado di capitano il 3 giugno 1779, e divenne capitano sostituto nei dragoni di Montmorency il 28 aprile 1788, anche quando questo reggimento assunse la denominazione di 2º reggimento di cacciatori a cavallo, il 17 settembre 1791.

### Le guerre rivoluzionarie
Nella battaglia di Spira del 30 settembre 1792, alla testa di dodici dei suoi cacciatori, fece trecento prigionieri austriaci nel corso dei combattimenti. Il 1º dicembre successivo, ricevette il grado di generale di brigata che si meritò anche a seguito di una carica di cavalleria che compì poi l'8 maggio 1793.
Venne quindi impiegato sul Reno e sulla Mosella in Germania, rimanendo ferito nello scontro di Roth da un colpo di moschetto alla spalla destra. Il 23 nevoso passò all'Armata d'Inghilterra e poi il 29 termidoro a quella di Magonza.
Il 23 febbraio 1799 venne quindi promosso al grado di generale di divisione, operando in Italia ed in Svizzera ed ottenendo il comando della riserva col quale combatté anche nel territorio dei Grigioni.

### Consolato e Impero
Licenziato il 1° vendemmiaio dell'anno X, venne nominato Ispettore Generale della fanteria il 7 nevoso successivo e poi di nuovo Ispettore Generale della cavalleria l'8 ventoso.
Il Primo Console lo nominò senatore il 7 fruttidoro dell'anno XI. Quando venne creata la Legion d'Onore, fu nominato membro dell'Ordine il 9 vendemmiaio dell'anno XII e poi grand'ufficiale il 25 pratile successivo. Napoleone I lo nominò suo ciambellano nel mese di piovoso dell'anno XIII. Sempre su invito di Napoleone, il 20 marzo 1807 ottenne il comando della 4ª legione di riserva e lo inviò dall'ottobre di quello stesso anno a presiedere al collegio elettorale del dipartimento di Charente; nel 1808 ottenne il titolo di conte dell'impero francese.
Chiamato al comando superiore delle forze armate di stanza a Strasburgo il 8 marzo 1809, morì prima di poter arrivare a destinazione ed assumere il proprio incarico. Venne sepolto al Panthéon di Parigi.

## Araldica
| Stemma | Descrizione                                                       | Blasonatura |
| \| \|  | Pierre Garnier de Laboissière Conte senatore dell'impero francese | ... Quarto dei conti senatori dell'impero francese. Ornamenti esteriori da conte senatore dell'impero francese, grand'ufficiale dell'Ordine della Legion d'onore. |
|        |                                                                   | |